# Лазинио, Карло
Карло Лазинио (итал. Carlo Lasinio; 10 февраля 1759, Тревизо, Венето — 29 марта 1838, Пиза) — итальянский гравёр.

## Биография
Будущий художник родился в Тревизо (область Венето), но работал главным образом во Флоренции. Начинал обучение в Академии изящных искусств в Венеции. После переезда во Флоренцию в 1778 году он стал больше внимания уделять искусству гравюры и зарекомендовал себя двумя большими сериями офортов в 1787 и 1789 годах. Лазинио также преподавал гравюру в Академии искусств во Флоренции, став профессором академии в 1800 году.
В 1807 году Лазинио переехал в Пизу, где получил должность хранителя музея Кампо-Санто. Он приложил значительные усилия для защиты Кампо-Санто и его фресок от разрушительных последствий наполеоновских войн.
В 1812 году он начал работу над сборником офортов, воспроизводящих фрески Кампо-Санто под названием «Изображения фресок Кампо-Санто в Пизе» (Pitture a fresco del Campo Santo di Pisa). Большие гравюры были выполнены «очерком», в линеарной манере, которая была особенно популярна в начале XIX века при воспроизведении античных росписей, древнегреческой вазописи и археологических артефактов. Гравюры Лазинио оказали большое влияние на европейское искусство начала XIX века, в частности на прерафаэлитов в Великобритании. По словам Уильяма Холмана Ханта, изучение офортов Лазинио убедило группу отказаться от следования образцам искусства Высокого Возрождения в пользу более раннего искусства. Гравюры Лазинио также оказались важным документальным свидетельством после значительных повреждений фресок бомбардировками во время Второй мировой войны.
Другая серия офортов Лазинио, «Фрески и картины маслом во Флоренции» (1789) с воспроизведением картин старых мастеров, включает сорок листов, на которых изображены самые известные фрески эпохи Возрождения во Флоренции, и тридцать две гравюры, воспроизводящие другие произведения XIV и XV веков.
В Пизе Лазинио основал Академию искусств. Помимо многочисленных серий репродукционных гравюр Лазинио также создавал оригинальные произведения, в частности портреты выдающихся исследователей: Христофора Колумба и Америго Веспуччи.
Его сын, Джованни Паоло Лазинио, также стал художником-гравёром.

## Галерея

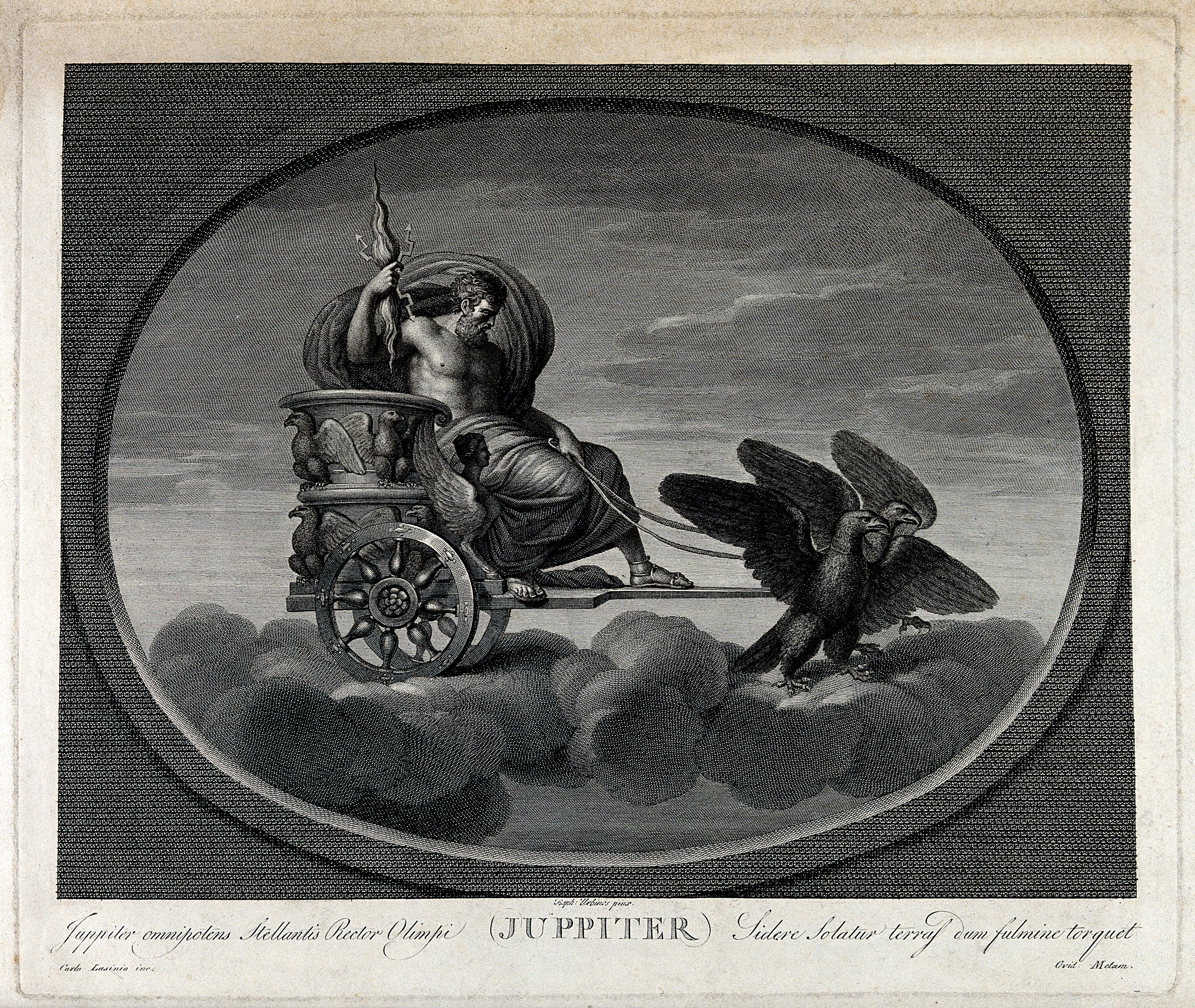
Юпитер в колеснице, запряжённой парой орлов. Из серии «Астрономия» (по оригиналу Рафаэля). 1516. Офорт
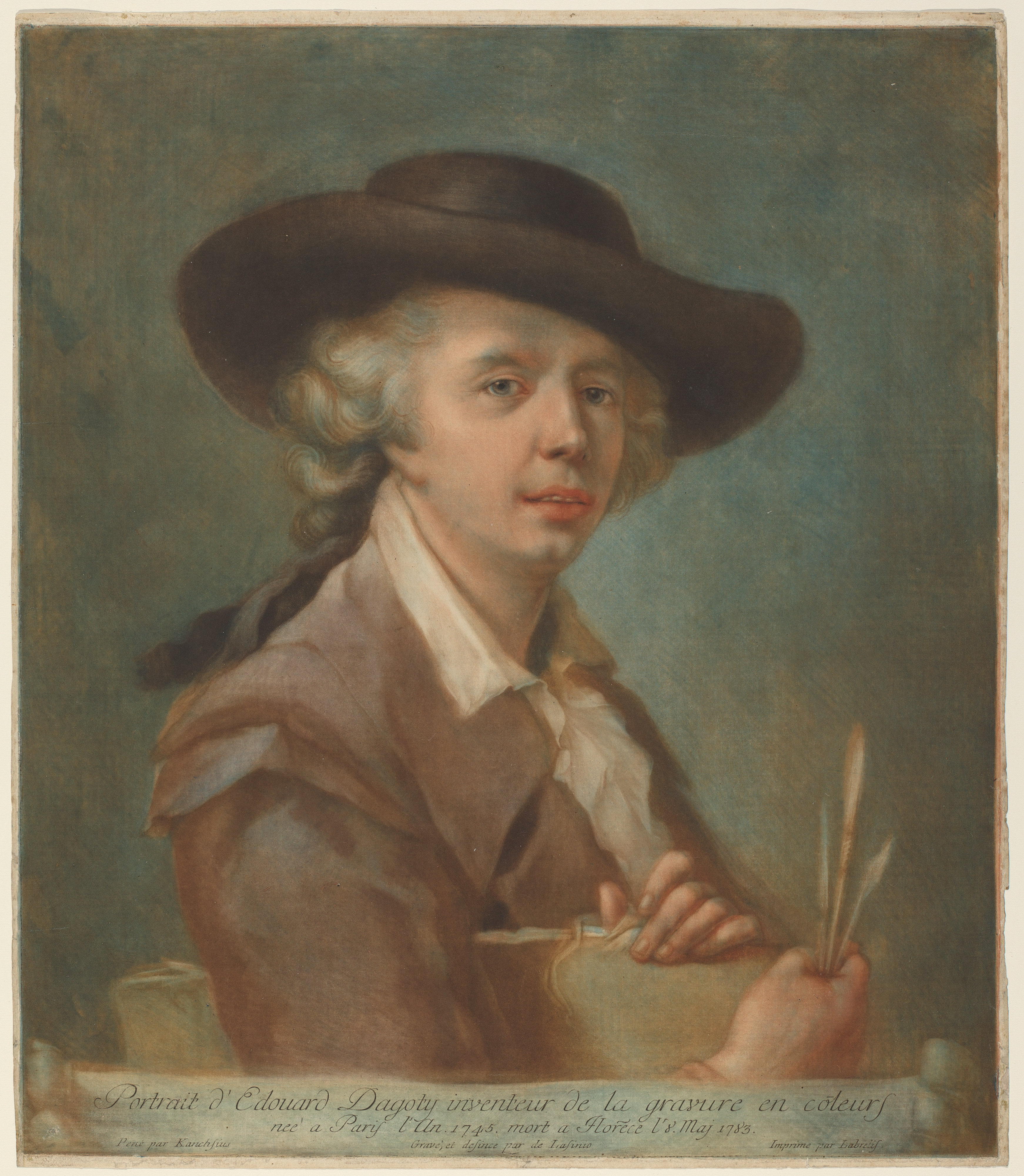
Портрет Эдуара Готье д’Аготи. Ок. 1783. Цветная меццо-тинто
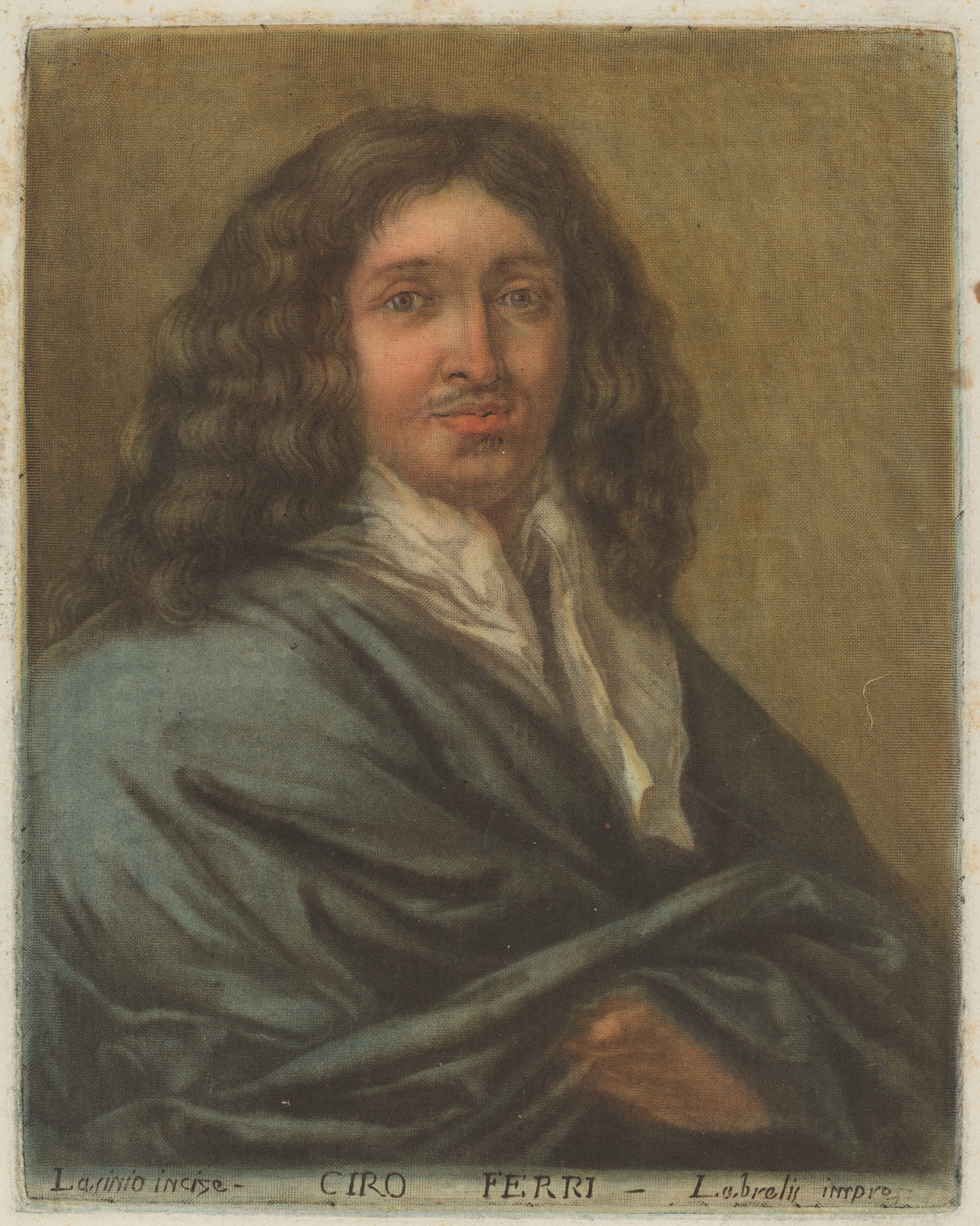
Портрет Чиро Ферри. 1789. Цветная меццо-тинто
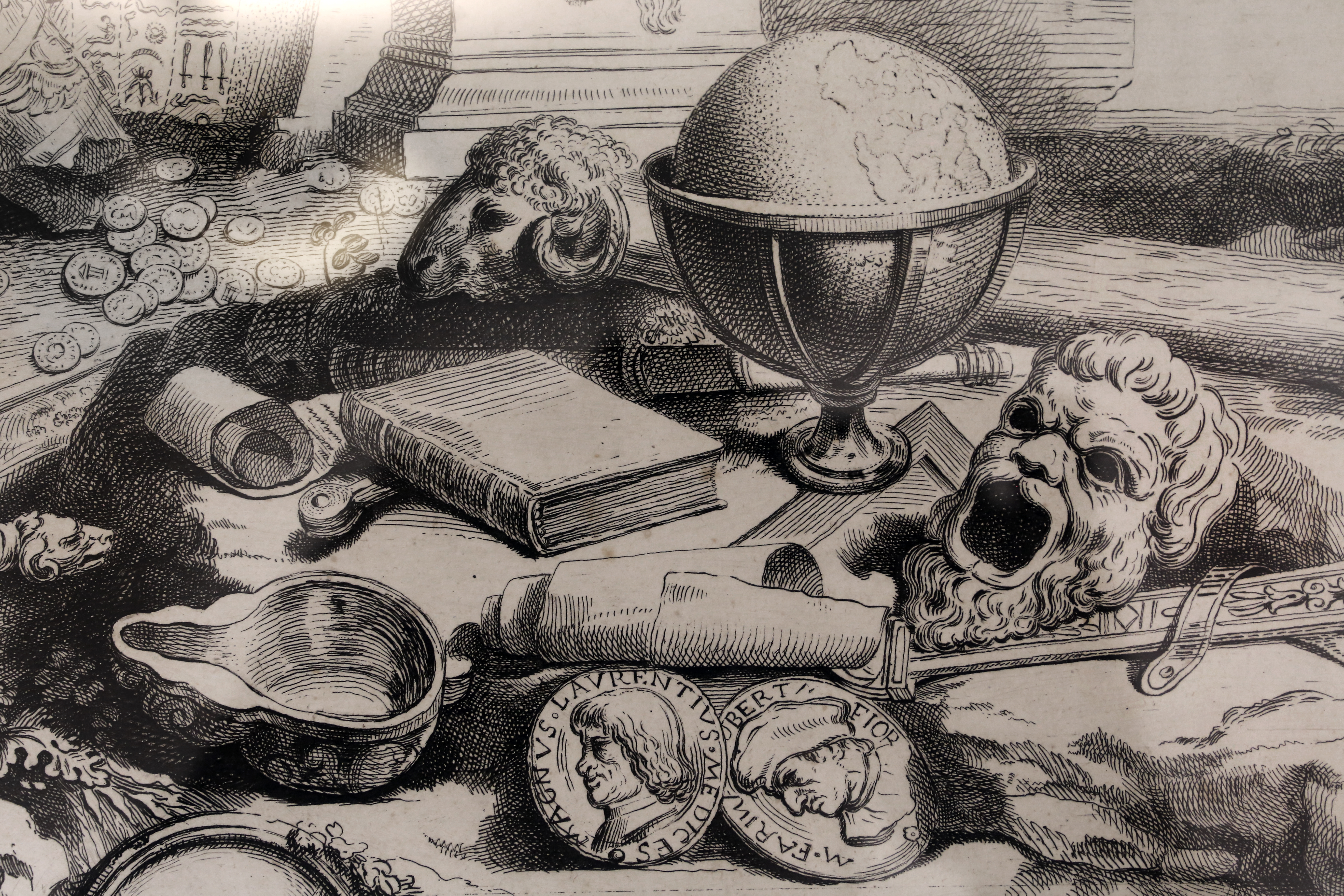
Фронтиспис диплома о назначении членом Колумбийской академии. 1800. Офорт
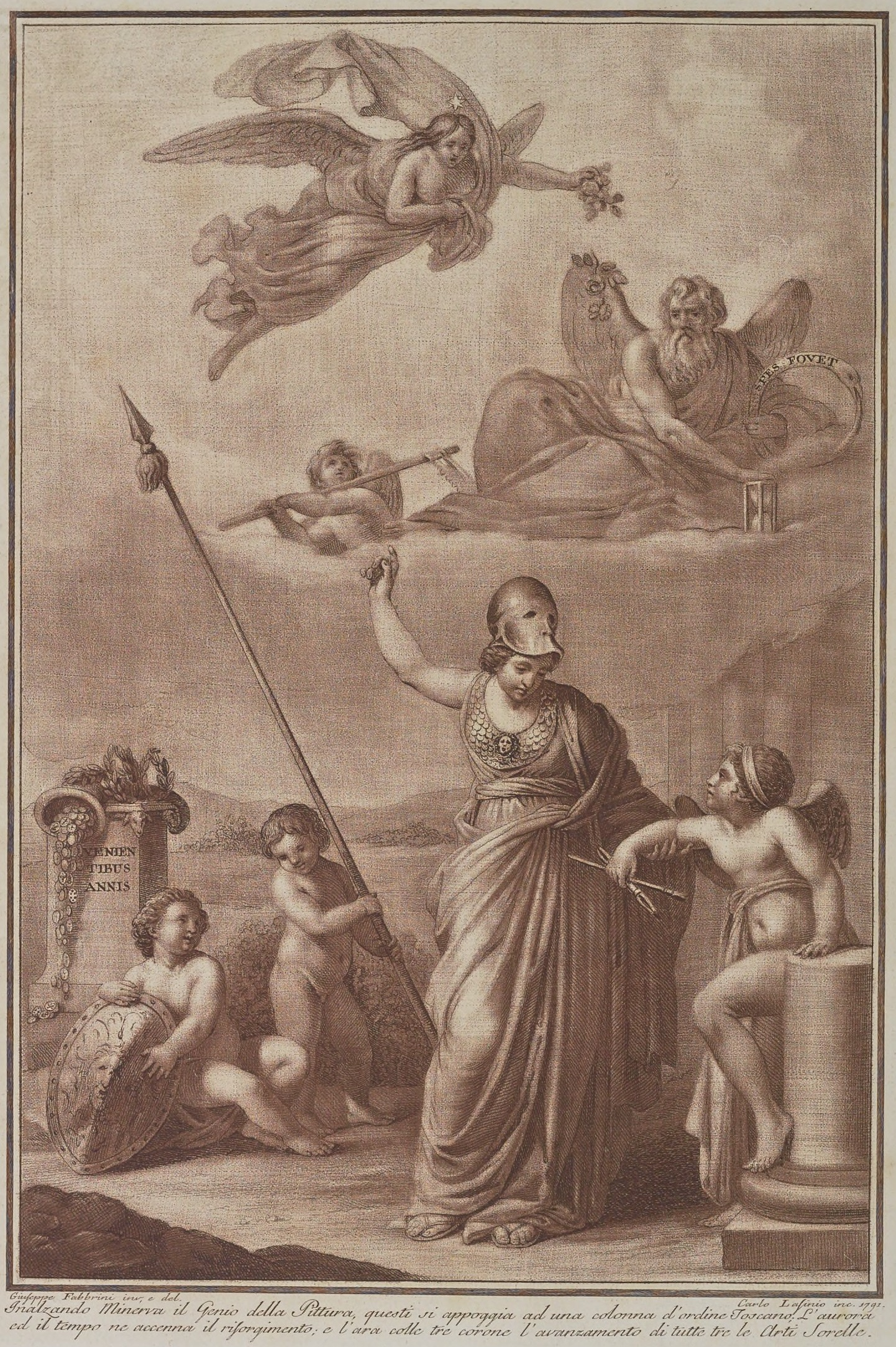
Титул издания «Этрурия-художница, или История тосканской живописи, выведенная из её памятников, выставленных в печати с X века до наших дней». 1791. Офорт